# 卡門城

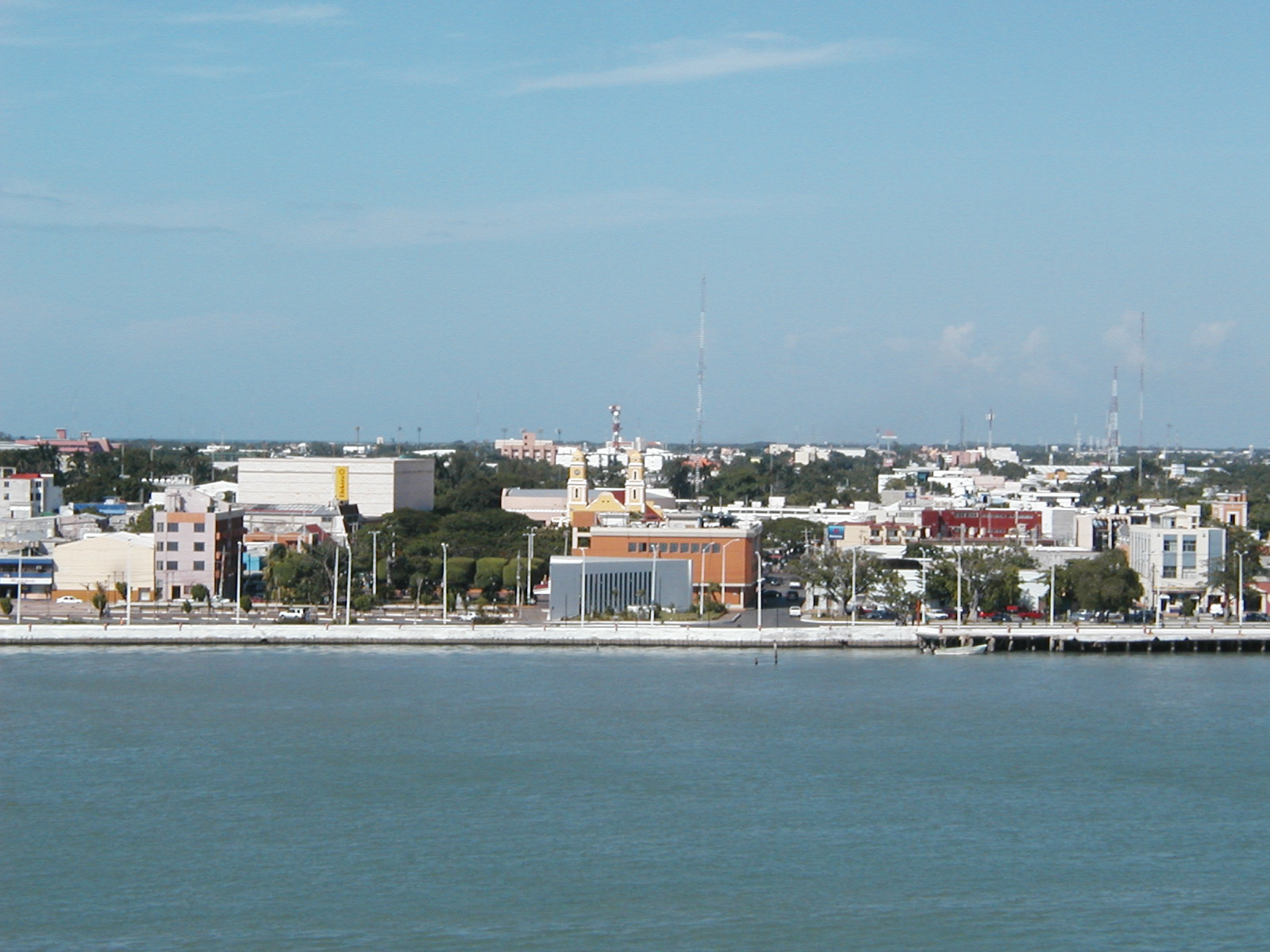
從特爾米諾斯潟湖眺望卡門城

卡門城（西班牙語：Ciudad del Carmen）是墨西哥坎佩切州的城市，位於該國東南部特爾米諾斯潟湖畔的卡門島上，始建於1717年7月16日，海拔高度2米，2010年人口221,094，距離州府坎佩切215公里。

## 外部連結
- Campeche Tourism （页面存档备份，存于）
- University of Ciudad del Carmen （页面存档备份，存于）
- http://www.mexconnect.com/mex_/travel/lwatts/lwcarmen.html （页面存档备份，存于）